# Neopalpa neonata
Espèce
Répartition géographique
Neopalpa neonata est une espèce d'insectes lépidoptères (papillons) de la famille des Gelechiidae.
Son aire de répartition connue couvre la Californie, l'Arizona et le Nord-Ouest du Mexique, où elle fréquente des habitats secs et peut être observée toute l'année. 
La biologie et les premiers stades de l'espèce sont encore inconnus.

## Systématique
L'espèce Neopalpa neonata a été décrite en 1998 par l'entomologiste tchèque Dalibor F. Povolný (d) (1924-2004). C'est l'espèce type du genre Neopalpa.